# Мадонна Пасадена
«Мадонна і дитина з книгою», відома як «Мадонна Пасадена», — картина італійського художника доби Відродження Рафаеля, датується 1502–1503 роками.
На картині зображені Діва Марія з дитям на колінах, їх фігури збалансовані і безтурботні. Композиція організована лаконічною геометрією: персонажі вписані в трикутник, їх обличчя і тіла зображені геометрично ідеалізовано. Глибокий, синій силует Мадонни контуром арки охоплює фігуру дитини і обрамовує книгу, підкреслюючи зворушливість рук, що її тримають.
Типово для ранніх робіт умбрійського періоду «Мадонна Пасадена» створена Рафаелем під впливом його вчителя Перуджино.